# اد کلوترز
اد کلوترز (انگلیسی: Ed Caruthers؛ زادهٔ april ۱۳, ۱۹۴۵ (۷۹ سال)) ورزشکار دو و میدانی اهل ایالات متحده آمریکا است.
وی در مسابقات کشوری و بین‌المللی در مجموع برندهٔ ۱ مدال طلا، ۱ مدال نقره شده‌است.